# Niệt dó Skottsberg
Niệt dó Skottsberg (danh pháp khoa học: Wikstroemia skottsbergiana) là một loài thực vật có hoa thuộc họ Thymelaeaceae. Đây là loài đặc hữu của hòn đảo Kauaʻi ở Hawaiʻi, nhưng đã tuyệt chủng do mất môi trường sống.